# Kamerunvävare
Kamerunvävare (Ploceus batesi) är en starkt utrotningshotad afrikansk skogslevande fågel i familjen vävare.

## Utseende och läten
Kamerunvävare är en liten (12–14 cm) medlem av familjen. Hanen har lysande kastanjebrunt huvud, kontrasterande mot den svarta strupen som övergår i ett band upp mot nacken. Ett smalt gult halsband skiljer huvudet från djupt olivgröna ovansidan. Undersidan är förutom den svarta strupen guldgul. Honan liknar hanen men har svart på huvudet och saknar det svarta på strupe och nacke. Lätet är okänt.

## Utbredning
Fågeln förekommer i låglandsskogar i södra Kamerun. Den behandlas som monotypisk, det vill säga att den inte delas in i några underarter.

## Status
IUCN kategoriserar arten som starkt hotad.

## Namn
Fågelns vetenskapliga artnamn hedrar George Latimer Bates (1863-1940), amerikansk ornitolog och samlare av specimen i Gabon, Franska Kongo och Kamerun 1895-1928. Fram tills nyligen kallades den batesvävare även på svenska, men justerades 2023 till ett mer informativt namn av BirdLife Sveriges taxonomikommitté.